# Listă de actori - R
|  | Listă de actori \| \| Listă de actori - R \| Liste alfabetice de actori și actrițe \| Listă de actrițe A - B - C - D - E - F - G - H - I - J - K - L - M - N - O - P - Q - R - S - T - U - V - W - X - Y - Z |

## Actori - R
| - Carl Raddatz (1912 - 2004) - Ștefan Radof (1934 - 2012) - George Raft (1901 - 1980) - Claude Rains (1889 - 1967) - Tony Randall (1920 - 2004) - David Rasche (n. 1944) - Fritz Rasp (1891 - 1976) - Constantin Rauțchi - Basil Rathbone (1892 - 1967) - Dem Rădulescu - Colea Răutu - Stephen Rea (n. 1949) - Ronald Reagan (1911 - 2004) - Victor Rebengiuc (n. 1933) - James Rebhorn (1948-2014) - Robert Redford (n. 1936) - Michael Redgrave (1908 - 1985) - Oliver Reed (1938 - 1999) - Christopher Reeve (1952 - 2004) - Keanu Reeves (n. 1964) - Steve Reeves (1926 - 2000) | - Charles Regnier (1914 - 2001) - Willy Reichert (1896 - 1973) - Elliott Reid (1920 - 2013) - Rob Reiner (n. 1947) - Max Reinhardt (1873 - 1943) - Hans Reiser (1919 - 1992) - Paul Reiser (n. 1957) - John C. Reilly (n. 1965) - Michael Rennie (1909 - 1971) - Jean Reno (n. 1948) - Alexandru Repan - Clive Revill (n. 1930) - Fernando Rey (1917 - 1994) - Burt Reynolds (1936 - 2018) - Jean Richard (1921 - 2001) - Pierre Richard (n. 1934) - Ralph Richardson (1902 - 1983) - Alan Rickman (1946-2016) - Gerhard Riedmann (1925-2004) - Jorres Risse (n. 1976) - Jason Robards (1922 - 2000) | - Tim Robbins (n. 1958) - Eric Roberts (n. 1956) - Ralph Arthur Roberts (1884 - 1940) - Tony Roberts (n. 1939) - Cliff Robertson (1923 - 2011) - Edward G. Robinson (1893 - 1973) - Jean Rochefort (1930-2017) - Armin Rohde (n. 1955) - Sam Rockwell (n. 1968) - Vistrian Roman - Mickey Rooney (1920 - 2014) - Hayden Rorke (1910 - 1987) - Mickey Rourke (n. 1952) - Tim Roth (n. 1961) - Richard Roundtree (n. 1942) - Lionel Royce (1891 - 1946) - Heinz Rühmann (1902 - 1994) - Sieghardt Rupp (1931-2015) - Geoffrey Rush (n. 1951) - Robert Ryan (1909 - 1973) - Chishu Ryu (1904 - 1993) - Mark Rylance (n. 1960) |

## Actrițe
|  | Listă de actrițe \| \| Listă de actori \| Liste alfabetice de actori și actrițe \| Listă de actrițe A - B - C - D - E - F - G - H - I - J - K - L - M - N - O - P - Q - R - S - T - U - V - W - X - Y - Z |